# Lissabon-Urteil
Mit dem Lissabon-Urteil entschied der Zweite Senat des deutschen Bundesverfassungsgerichts (BVerfG) am 30. Juni 2009 über mehrere Anträge. Sowohl der Vertrag von Lissabon (beziehungsweise das entsprechende deutsche Transformationsgesetz) als auch die Umsetzung in deutsches Recht im dazugehörigen Begleitgesetz wurden auf die Vereinbarkeit mit dem deutschen Grundgesetz (Verfassungsmäßigkeit beziehungsweise Verfassungswidrigkeit) überprüft.
Das deutsche Begleitgesetz verstieß nach dieser Entscheidung teilweise gegen das Grundgesetz. Der Vertrag von Lissabon sei zwar mit dem Grundgesetz zu vereinbaren, er dürfe aber erst durch Deutschland ratifiziert werden, wenn ein neues Begleitgesetz den nationalen Parlamenten mehr Rechte einräumte.

## Hintergrund
Der Vertrag von Lissabon wurde zwischen den 27 Mitgliedstaaten der Europäischen Union am 13. Dezember 2007 unter der portugiesischen Ratspräsidentschaft in Lissabon unterzeichnet. Es ging den Mitgliedstaaten darum, den europäischen Einigungsprozess voranzutreiben. Insbesondere sollte die Union eine einheitliche Struktur und Rechtspersönlichkeit erhalten, Zuständigkeiten sollten besser geregelt und die Effizienz bei der Entscheidungsfindung gesteigert werden. In Deutschland beschloss der Bundesrat am 15. Februar 2008 gemäß Art. 76 GG eine Stellungnahme zum Entwurf eines Gesetzes zum Vertrag von Lissabon vom 13. Dezember 2007, welche sein Ausschuss für Fragen der Europäischen Union empfohlen hatte. Am 24. April 2008 stimmte der Bundestag mit 515 Ja-Stimmen bei 58 Gegenstimmen und einer Enthaltung für das Gesetz zum Vertrag von Lissabon. Am 23. Mai 2008 stimmte auch der Bundesrat dem EU-Vertrag mit 66 Ja-Stimmen und drei Enthaltungen zu; 15 Länder stimmten zu, Berlin enthielt sich auf Bestreben der dort mitregierenden Partei Die Linke.

## Verfahren und Antragsteller
Im Lissabon-Urteil entschied das Bundesverfassungsgericht in insgesamt sechs Verfahren über unterschiedliche Anträge. Der Bundestagsabgeordnete Peter Gauweiler (CSU), der bereits 2005 gegen den Europäischen Verfassungsvertrag geklagt hatte, beantragte noch am Tag der Ratifikation durch den Bundesrat, im Organstreitverfahren festzustellen, dass das Gesetz zum Vertrag von Lissabon gegen Art. 20 Absatz 1 und Absatz 2, Art. 23 Absatz 1 und Art. 79 Absatz 3 Grundgesetz verstoße. Außerdem trug er vor, dass Artikel 1 Nummer 1 und Nummer 2 des Gesetzes zur Änderung des Grundgesetzes (Art. 23, Art. 45 und Art. 93) vom 8. Oktober 2008 und Artikel 1 § 3 Absatz 2, § 4 Absatz 3 Nummer 3 und Absatz 6 sowie § 5 des Gesetzes über die Ausweitung und Stärkung der Rechte des Bundestages und des Bundesrates in Angelegenheiten der Europäischen Union gegen Artikel 20 Absatz 1 und Absatz 2, Artikel 23 Absatz 1 und Artikel 79 Absatz 3 Grundgesetz verstießen. In beiden Fällen sah sich der Antragsteller in seinem Recht als Abgeordneter aus Art. 38 Absatz 1 Grundgesetz verletzt. Antragsgegner waren ebenfalls in beiden Fällen der Deutsche Bundestag und die Bundesregierung. Die Klageschrift wurde im Wesentlichen durch den Staatsrechts-Professor Karl Albrecht Schachtschneider verfasst und eingereicht; das die Klagen tragende Gutachten verfasste der Staatsrechtler Dietrich Murswiek aus Freiburg, der die Klage auch vor dem Bundesverfassungsgericht vertrat.
Die Bundestagsfraktion der Linken, vertreten durch ihre Vorsitzenden Gregor Gysi und Oskar Lafontaine, beantragte gleichfalls, im Organstreitverfahren festzustellen, dass das Gesetz vom 8. Oktober 2008 zum Vertrag von Lissabon den Deutschen Bundestag in seinen Rechten als legislatives Organ verletze und deshalb unvereinbar mit dem Grundgesetz sei. Antragsgegner in diesem Verfahren war lediglich der Bundestag, nicht jedoch die Bundesregierung.
In vier weiteren Verfahren beantragten neben Peter Gauweiler Mitglieder des Deutschen Bundestages sowie mehrere Privatpersonen über die Verfassungsbeschwerde im Wege der Individualklage festzustellen, dass das Gesetz vom 8. Oktober 2008 zum Vertrag von Lissabon beziehungsweise das Gesetz zur Änderung des Grundgesetzes vom 8. Oktober 2008 nicht verfassungskonform seien.
Das Bundespräsidialamt teilte am 30. Juni mit, dass Bundespräsident Horst Köhler auf die formale Bitte des Bundesverfassungsgerichts hin die Ratifizierungsurkunde vor einer Urteilsverkündung nicht unterschreiben werde. Am 8. Oktober 2008 unterschrieb der Bundespräsident zwar das Umsetzungsgesetz zum Vertrag von Lissabon und fertigte dieses aus; eine völkerrechtlich bindende Ratifikation lag damit aber noch nicht vor, da die Unterschrift des Bundespräsidenten auf der Ratifikationsurkunde fehlte.

## Das Urteil
Die mündliche Verhandlung fand am 10. und 11. Februar 2009 statt. Am 30. Juni 2009 verkündete das Bundesverfassungsgericht seine Entscheidung.  Der Vertrag von Lissabon und das deutsche Zustimmungsgesetz entspreche den Vorgaben des Grundgesetzes.
Das deutsche Begleitgesetz zum Vertrag von Lissabon verstoße jedoch insoweit gegen Art. 38 Abs. 1 GG in Verbindung mit Art. 23 Abs. 1 GG, als Beteiligungsrechte des Deutschen Bundestages und des Bundesrates nicht im erforderlichen Umfang ausgestaltet worden seien.

### Zugrundeliegende Erwägungen
Das Bundesverfassungsgericht erkennt in seinem Urteil an, dass die Gestaltungsmacht der Europäischen Union stetig gewachsen ist. Dennoch weist es darauf hin, dass die internen Entscheidungs- und Ernennungsverfahren mehrheitlich völkerrechtsanalog durchgeführt werden. Es macht deutlich, dass die Souveränität der einzelnen Mitgliedsstaaten grundsätzlich unverzichtbar bleibt; die primäre Integrationsverantwortung weist es den nationalen Verfassungsorganen zu, deren institutionelle Existenz und Gestaltungsräume nicht eingeschränkt werden sollen. Das Prinzip der begrenzten Einzelermächtigung darf durch den fortschreitenden Einigungsprozess nicht angetastet werden, da das Demokratiedefizit des Staatenverbundes aus momentaner Betrachtung nicht aufzulösen sei.
Gleichzeitig stellt das Bundesverfassungsgericht aber auch fest, dass der Vertrag von Lissabon „mit den Anforderungen des Grundgesetzes, insbesondere mit dem Demokratieprinzip, vereinbar“ ist. Ebenso sei, gerade weil die EU einige inhärent staatliche Kompetenzen (etwa in den Bereichen Strafrecht, Gewaltmonopol, fiskalische Grundentscheidungen, sozialstaatliche Gestaltung von Lebensverhältnissen, Schul- und Bildungssystem sowie Umgang mit religiösen Gemeinschaften) nicht besitze, das (gleiche) Wahlrecht aus Art. 38 Abs. 1 GG nicht verletzt. Obwohl die Europäische Union aus Sicht des Bundesverfassungsgerichts „beim gegenwärtigen Integrationsstand […] noch keine Ausgestaltung [erreicht], die dem Legitimationsniveau einer staatlich verfassten Demokratie entspricht“, sei sie als Staatenverbund ausreichend demokratisch legitimiert:

„Mit der Wahl […] von Abgeordneten des Europäischen Parlaments ist […] eine Mitwirkungsmöglichkeit im europäischen Organsystem eröffnet, die […] ein ausreichendes Legitimationsniveau vermittelt.“

### Prüfungsmaßstab
Primäres Kriterium der Prüfung des Zustimmungsgesetzes zum Vertrag von Lissabon ist für das Bundesverfassungsgericht der Anspruch der Bürger der Mitgliedsstaaten auf demokratische Selbstbestimmung, auf freie und gleiche Teilhabe an der in den Mitgliedsstaaten ausgeübten Staatsgewalten sowie das Recht auf Einhaltung des Demokratiegebotes. Diese Prinzipien sind aus der Sicht des Gerichts nicht abwägungsfähig und lassen insoweit auch keine Änderung des Grundgesetzes zu. Die Ermächtigung zur Übertragung von Hoheitsrechten auf die Europäische Union müsse geprägt bleiben von dem Grundsatz einer souveränen Verfassungsstaatlichkeit und vom Prinzip der begrenzten Einzelermächtigung. Eine generelle grundgesetzlich gesicherte Ermächtigung der deutschen Staatsorgane zur Übertragung von Hoheitsrechten liege nicht vor, die Übertragung der Kompetenz-Kompetenz an den europäischen Staatenverbund werde durch den Verfassungsgeber verwehrt.  Das Bundesverfassungsgericht führt aus, die europäische Vereinigung dürfe nicht so verwirklicht werden, dass in den Mitgliedsstaaten kein ausreichender Raum zur politischen Gestaltung der wirtschaftlichen, kulturellen und sozialen Lebensverhältnisse mehr bleibe. Dies gelte insbesondere für Sachbereiche, die die Lebensumstände der Bürger, vor allem ihren von den Grundrechten geschützten privaten Raum prägten, sowie für solche politischen Entscheidungen, die in besonderer Weise auf kulturelle, historische und sprachliche Vorverständnisse angewiesen seien, und die sich im parteipolitisch und parlamentarisch organisierten Raum einer politischen Öffentlichkeit diskursiv entfalten würden.

### Anforderungen an die Union
Das BVerfG steckte im Lissabon-Beschluss die Grenzen der europäischen Integration ab. Eine Union, die „kein[en] ausreichende[n] Raum zur politischen Gestaltung der wirtschaftlichen, kulturellen und sozialen Lebensverhältnisse“ gewähre, sei mit dem Demokratieprinzip unvereinbar. Einmischungen der Unionsorgane in die „Staatsbürgerschaft, das zivile und militärische Gewaltmonopol, Einnahmen und Ausgaben einschließlich der Kreditaufnahme sowie die für die Grundrechtsverwirklichung maßgeblichen Eingriffstatbestände, vor allem bei intensiven Grundrechtseingriffen wie dem Freiheitsentzug in der Strafrechtspflege oder bei Unterbringungsmaßnahmen“ tasten das Demokratieprinzip an, ergehen mithin ultra vires und sind praktisch immer ausgeschlossen.

### Subsumtion
Das Gericht betonte, dass bei Inkrafttreten des Vertrages von Lissabon die Bundesrepublik Deutschland ein souveräner Staat bleibt, dessen Staatsgewalt in der Substanz geschützt ist. Das Grundgesetz und damit auch das Bundesverfassungsgericht seien offen für eine kontrollierte und verantwortbare Übertragung von Hoheitsrechten auf die Europäische Union.

## Vorgaben und neue Begleitgesetze
In Umsetzung der gerichtlichen Vorgaben entstanden (neue) Begleitgesetze, die den Europa-Artikel weitreichend ergänzen und konkretisieren:
- Gesetz über die Wahrnehmung der Integrationsverantwortung des Bundestages und des Bundesrates in Angelegenheiten der Europäischen Union [Integrationsverantwortungsgesetz – IntVG]
- neu: Gesetz über die Zusammenarbeit von Bundesregierung und Deutschem Bundestag in Angelegenheiten der Europäischen Union [EUZBBG]
- neu: Gesetz über die Zusammenarbeit von Bund und Ländern in Angelegenheiten der Europäischen Union [EUZBLG].

## Relativierung durch den Mangold-Beschluss
Im Beschluss des Bundesverfassungsgerichts vom 6. Juli 2010 zur sogenannten Mangold-Entscheidung des EuGH wird in ersten Kommentaren eine Kehrtwende des Lissabon-Urteils gesehen. Das Urteil enthalte zahlreiche Aussagen, die dem Geist der Lissabon-Entscheidung diametral entgegen stünden.
Das BVerfG bestätigte im Mangold-Beschloss das im Lissabon-Urteil vorgesehene Kontrollsystem, wonach ausbrechende Rechtsakte der Union vom BVerfG für nicht anwendbar erklärt werden dürfen.

## Frühere Entscheidungen des Bundesverfassungsgerichts
Zum Verhältnis von Grundgesetz und Europarecht hatte sich das Bundesverfassungsgericht schon in früheren Beschlüssen und Urteilen geäußert.
Zu verweisen ist auf:
- Solange I von 29. Mai 1974, Az. BvL 52/71,
- Solange II vom 22. Oktober 1986, Az. 2 BvR 197/83,
- Maastricht-Urteil vom 12. Oktober 1993, Az. 2 BvR 2134/92, 2 BvR 2159/92;
- Bananenmarkt-Entscheidung vom 7. Juni 2000, Az. 2 BvL 1/97.